# إسحاق سليد
إسحاق سليد (بالإنجليزية: Isaac Slade)‏ هو موسيقي وعازف بيانو وشاعر أمريكي، ولد في 26 مايو 1981 في دنفر في الولايات المتحدة.

## وصلات خارجية
- الموقع الرسمي
- إسحاق سليد على موقع IMDb (الإنجليزية)
- إسحاق سليد على موقع ميوزك برينز (الإنجليزية)
- إسحاق سليد على موقع أول ميوزيك (الإنجليزية)
- إسحاق سليد على موقع ديسكوغز (الإنجليزية)